# ヨエル・ロメロ
ヨエル・ロメロ（Yoel Romero、1977年4月30日 - ）は、キューバの総合格闘家、レスリング選手。ピナール・デル・リオ州ピナール・デル・リオ出身。アメリカ合衆国フロリダ州マイアミ在住。アメリカン・トップチーム所属。2000年シドニーオリンピック男子フリースタイル85kg級銀メダリスト。

## 来歴

### アマチュアレスリング～オリンピック
1999年、レスリング世界選手権に出場。決勝戦で1996年アトランタオリンピック金メダリストのハジムラド・マゴメドフに勝利し、男子フリースタイル85kg級で優勝を果たした。
2000年、シドニーオリンピックに出場。決勝戦でアダム・サイティエフに敗れ、男子フリースタイル85kg級で銀メダルを獲得した。
2002年、レスリング世界選手権に出場し、男子フリースタイル84kg級で準優勝を果たした。
2004年アテネオリンピックに出場し、男子フリースタイル84kg級の3位決定戦で敗退した。
2005年、レスリング世界選手権に出場し、男子フリースタイル84kg級で準優勝を果たした。
2007年にドイツの大会で優勝後キューバに帰国せずにそのままドイツに亡命し、レスリングを続けていた。

### 総合格闘技
2009年12月、ドイツでプロ総合格闘技デビュー。4戦4勝4KOの記録を残す。
2011年9月10日、Strikeforce初出場となったStrikeforce: Barnett vs. Kharitonovでハファエル・カバウカンチと対戦し、パウンドで1RKO負け。キャリア初黒星を喫し、首の怪我で2013年のUFCデビューまでブランクを作った。

### UFC
2013年4月20日、UFC初出場となったUFC on FOX 7でクリフォード・スタークスと対戦し、左飛び膝蹴りでダウンを奪いパウンドで1RKO勝ち。ノックアウト・オブ・ザ・ナイトを受賞した。
2014年1月15日、UFC Fight Night: Rockhold vs. Philippouでデレク・ブランソンと対戦。試合を通してテイクダウンを一度も奪うことができず、逆に6度のテイクダウンを許すなど苦戦を強いられたものの、3Rに左フックでダウンを奪いグラウンドでのボディーへの肘打ち連打で逆転のTKO勝ち。ファイト・オブ・ザ・ナイトを受賞した。
2014年4月19日、UFC on FOX 11でミドル級ランキング13位のブラッド・タヴァレスと対戦し、終始テイクダウンを奪い続けて3-0の判定勝ち。
2014年9月27日、UFC 178でミドル級ランキング6位のティム・ケネディと対戦。2R終了間際にパンチのクリーンヒットを受けてピンチに陥るも、3R序盤に右フックでダウンを奪い、ふらついたケネディをパンチ連打で追撃して、最後はパウンドで逆転のTKO勝ち。ファイト・オブ・ザ・ナイトを受賞した。この試合でロメロは2R終了後のインターバルにて、インターバル終了の音が鳴ってからも余分にイスに座って休み続けたとして非難を受けたが、実際にはUFCのカットマンがロメロの傷口にワセリンを塗布しすぎたために、レフェリーとコミッショナーがそのワセリンをロメロのセコンドに拭き取るよう指示し、その間ロメロがイスに座って待つことをレフェリーが許したためである（セコンドはワセリンに触れる資格を与えられていないため最終的にレフェリーが拭き取っている）。
2015年6月27日、UFC Fight Night: Machida vs. Romeroでミドル級ランキング4位の元UFC世界ライトヘビー級王者リョート・マチダと対戦し、グラウンドの肘打ち連打で2RKO勝ち。パフォーマンス・オブ・ザ・ナイトを受賞した。
2015年12月12日、UFC 194でミドル級ランキング2位のホナウド・ジャカレイと対戦し、1Rにカウンターのバックハンドブローでダウンを奪い、2R以降は接戦を繰り広げて2-1の判定勝ち。
2016年1月13日、米国アンチドーピング機関（USADA）がロメロに競技外抜き打ち検査でアンチ・ドーピング規則違反の可能性を示したことを通知する。2月8日、ロメロが自身で、2015年12月12日のホナウド・ジャカレイとの試合後に摂取したサプリメントが、USADAによる分析の結果禁止薬物で汚染されたサプリメントであったこと、またサプリメントの成分表示ラベルにその禁止薬物が記載されていなかったことを公表する。3月23日、USADAが出場停止期間を9ヶ月間に短縮する処分を提示するがロメロはそれを拒否して仲裁に提訴した。
2016年4月4日、USADAが、ロメロから陽性反応が検出されていた禁止薬物がイブタモレンであったこと、また成分表示ラベルにイブタモレンが記載されていなかったこと、独自に同じサプリメントを入手して分析したところ汚染サプリメントであったことを発表。USADAとロメロは合意に達しロメロに6ヶ月間の出場停止処分が科せられた。ロメロは試合の夜と試合前の検査はパスしており、陽性反応を示した検査は試合後に行われた競技外検査であったため試合結果は変更されなかった。
2016年11月12日、UFC 205でミドル級ランキング2位の元UFC世界ミドル級王者クリス・ワイドマンと対戦。2Rまではやや劣勢だったが、3Rにワイドマンの仕掛けたタックルにカウンターの跳び膝蹴りを合わせKO勝ち。パフォーマンス・オブ・ザ・ナイトを受賞した。
2017年7月8日、UFC 213のUFC世界ミドル級暫定王座決定戦でミドル級ランキング3位のロバート・ウィテカーと対戦。序盤から中盤にかけてはテイクダウンを奪うなど優勢に試合を進めたものの、疲労で動きがやや落ちた中盤以降は打撃を貰う場面が増え、最終的にウィテカーに巻き返される形となり0-3の5R判定負け。王座獲得に失敗し、UFC初黒星となった。敗れはしたものの、ファイト・オブ・ザ・ナイトを受賞した。
2018年2月11日、UFC 221のUFC世界ミドル級暫定王座決定戦でミドル級ランキング2位のルーク・ロックホールドと対戦。ローキックを効かされるものの、時折パンチ連打でプレッシャーを掛け、最後は左フックでダウンを奪ったところに左アッパーで追撃して2R失神KO勝ち。この試合は、ロメロが2.7ポンド体重超過したことにより、ロメロのファイトマネーの30%をロックホールドに譲渡し、ロックホールドが勝利した場合にのみ暫定王座のベルトが与えられることとなった。
2018年6月9日、UFC 225でUFC世界ミドル級王者のロバート・ウィテカーと再戦。3Rに右フックでダウンを奪い、5Rには左フックでダウンを奪って、パウンドでウィテカーを追い詰める場面があったものの、僅差で1-2（47-48、48-47、47-48）の5R判定負け。この試合は、ロメロが計量で185.2ポンドとミドル級のタイトルマッチのリミットである185.0ポンドから0.2ポンド（90グラム）の体重超過をしたことにより、タイトルマッチからノンタイトルマッチに変更された。しかしロメロは、最初の計量で1ポンドの体重オーバーをしてから再計量まで2時間の猶予が与えられたにもかかわらず、イリノイ州コミッションがこれ以上の減量は危険と判断して、1時間ほどで減量を中止させられたために、残りの0.2ポンドを減量できなかったと不満を訴えた。なお、海外のMMAメディアサイトの採点では15人の記者がロメロ勝利を支持し、ドロー支持が8人、ウィテカー勝利を支持したのは5人のみだった。
2019年5月、2016年に薬物検査で失格した際に使用していた汚染サプリメントの製造会社を訴えていた民事裁判で、裁判所が製造会社に賠償金2,745万ドル（約30億円）をロメロへ支払うよう命じた。ただし製造会社側が出頭・陳述を一切拒否した中で行われた欠席裁判であり、ロメロ側の言い分が全面的に通る形で出された判決となったため、製造会社が賠償金の支払いに応じるかは定かでない。ロメロは「お金の問題じゃないんだ。全ての事がクリーンに明確になってとても嬉しいよ」とコメントした。
2019年8月17日、UFC 241でミドル級ランキング7位のパウロ・コスタと対戦。パンチでダウンを奪い合うなどスタンドの攻防で互角の展開を繰り広げ、テイクダウンを奪うなど奮闘したものの、0-3の判定負け。敗れはしたものの、ファイト・オブ・ザ・ナイトを受賞した。海外のMMAメディアサイトの採点でロメロ勝利、コスタ勝利を支持した記者がそれぞれ11人になるほどの接戦であった。
2020年3月7日、パウロ・コスタが左腕の上腕二頭筋を負傷したためアデサンヤからの対戦指名もあり代役としてUFC 248のUFC世界ミドル級タイトルマッチで王者イスラエル・アデサンヤに挑戦するも、両者ともに手数の少ない展開となり、0-3の5R判定負け。王座獲得に失敗し、3連敗となった。試合後には消極的な試合だったことを、ロメロは「彼は走ってばかりだった。あれはチャンピオンではない」と、アデサンヤは「俺はジムで人形をスパーリグパートナーにして戦っていたのだろう」と互いに非難し合った。
2020年12月4日、UFCからリリースされたことが発表された。ランキング上位の選手がリリースされることは非常に稀なケースであるが、UFC代表のダナ・ホワイトは「彼は直近5試合のうち4試合も負けている。彼はもう44歳だ」「これは彼に限ったことではない。我々は年内までに約60人の選手をリリースする」と声明を出した。また、ロメロはトップ3の選手との対戦を希望して、UFCがオファーしたユライア・ホール、デレク・ブランソン、ジョニー・ウォーカーとの対戦を断っていた。

### Bellator
2020年12月14日、Bellatorと複数試合契約を結んだ。
2021年5月7日、Bellator 258のBellatorライトヘビー級ワールドグランプリ1回戦でアンソニー・ジョンソンと対戦予定であったが、4月29日にメディカルテストをクリアできなかったため欠場した。
2021年9月18日、Bellator初出場となったBellator 266でライトヘビー級ランキング3位のフィル・デイヴィスと対戦し、1-2の判定負け。
2022年5月6日、Bellator 280でライトヘビー級ランキング7位のアレックス・ポリッツィと対戦し、試合終了直前に左ストレートでダウンを奪い、追撃の右フックでTKO勝ち。
2022年9月23日、Bellator 285でライトヘビー級ランキング9位のメルヴィン・マヌーフと対戦し、グラウンドの肘打ち連打で3RKO勝ち。
2023年6月16日、Bellator 297のBellator世界ライトヘビー級タイトルマッチで王者ワジム・ネムコフに挑戦し、0-3の判定負け。王座獲得に失敗した。

## ファイトスタイル
オリンピックで銀メダルを獲得したレスラーであるが、スタンドの打撃を主体とする試合スタイルで、テイクダウンの成功率も35%前後とあまり高くない。レスリング出身でありながらストライカーにも引けを取らない天性の打撃センスを持ち、やや大ぶりながらパワフルで爆発力のあるパンチに加え、飛び膝蹴り、サイドキック、ミドルキック、ローキックなどの多彩な蹴り技を得意としている。また屈強な肉体を持つ反面、試合中にスタミナが切れたような素振りをすることがあるが、ロバート・ウィテカーやパウロ・コスタとの対戦では試合終盤のラウンドで挽回して攻勢に転じており、逆転勝利も少なくない。

## 人物・エピソード
- 四十路を越えてもなお筋骨隆々の肉体と驚異的な打たれ強さを誇り、また総合格闘技の第一線で活躍していた[26][27]。
- 敬虔で厳格なクリスチャンで、ニックネームの「ソルジャー・オブ・ゴッド（神の兵士）」はこれに由来する。また、自身のヒーローはイエス・キリストだと語り「俺は神に仕える身であり、神の従者であり、兵士だ。神のことを世界に広めるのが俺の役目なんだよ」とも語っている[28]。
- 元プロボクサーのIBF世界クルーザー級王者ヨアン・パブロ・エルナンデスは実弟[29]。
- UFCの試合後に、眼科でロメロの眼窩部を調べたところ、腱膜の厚みが常人の約4倍もあり、ロメロの検査を担当した眼科医は「今まで見た中で最も稀な人間だ」と語っている[30]。
- 既婚者であり、3人の子供がいる。
- 2023年1月、アメリカ合衆国の市民権を取得した[31]。

## 戦績
| 総合格闘技 戦績 | 総合格闘技 戦績 | 総合格闘技 戦績 | 総合格闘技 戦績 | 総合格闘技 戦績 | 総合格闘技 戦績 | 総合格闘技 戦績 |
| --------------- | --------------- | --------------- | --------------- | --------------- | --------------- | --------------- |
| 23 試合         | (T)KO           | 一本            | 判定            | その他          | 引き分け        | 無効試合        |
| 16 勝           | 13              | 0               | 3               | 0               | 0               | 0               |
| 7 敗            | 1               | 0               | 6               | 0               | 0               | 0               |

| 勝敗 | 対戦相手                 | 試合結果                             | 大会名                                                                       | 開催年月日     |
| ○    | チアゴ・サントス         | 5分3R終了 判定3-0                    | PFL vs. Bellator: Champs                                                     | 2024年2月24日  |
| ×    | ワジム・ネムコフ         | 5分5R終了 判定0-3                    | Bellator 297: Nemkov vs. Romero 【Bellator世界ライトヘビー級タイトルマッチ】 | 2023年6月16日  |
| ○    | メルヴィン・マヌーフ     | 3R 3:34 KO（グラウンドの肘打ち連打） | Bellator 285: Henderson vs. Queally                                          | 2022年9月23日  |
| ○    | アレックス・ポリッツィ   | 3R 4:59 TKO（右フック）              | Bellator 280: Bader vs. Kongo 2                                              | 2022年5月6日   |
| ×    | フィル・デイヴィス       | 5分3R終了 判定1-2                    | Bellator 266: Davis vs. Romero                                               | 2021年9月18日  |
| ×    | イスラエル・アデサンヤ   | 5分5R終了 判定0-3                    | UFC 248: Adesanya vs. Romero 【UFC世界ミドル級タイトルマッチ】               | 2020年3月7日   |
| ×    | パウロ・コスタ           | 5分3R終了 判定0-3                    | UFC 241: Cormier vs. Miocic 2                                                | 2019年8月17日  |
| ×    | ロバート・ウィテカー     | 5分5R終了 判定1-2                    | UFC 225: Romero vs. Whittaker 2                                              | 2018年6月9日   |
| ○    | ルーク・ロックホールド   | 3R 1:48 KO（左フック→パウンド）      | UFC 221: Romero vs. Rockhold 【UFC世界ミドル級暫定王座決定戦】               | 2018年2月11日  |
| ×    | ロバート・ウィテカー     | 5分5R終了 判定0-3                    | UFC 213: Romero vs. Whittaker 【UFC世界ミドル級暫定王座決定戦】              | 2017年7月8日   |
| ○    | クリス・ワイドマン       | 3R 0:24 KO（左跳び膝蹴り）           | UFC 205: Alvarez vs. McGregor                                                | 2016年11月12日 |
| ○    | ホナウド・ジャカレイ     | 5分3R終了 判定2-1                    | UFC 194: Aldo vs. McGregor                                                   | 2015年12月12日 |
| ○    | リョート・マチダ         | 3R 1:38 KO（グラウンドの肘打ち）     | UFC Fight Night: Machida vs. Romero                                          | 2015年6月27日  |
| ○    | ティム・ケネディ         | 3R 0:38 TKO（パウンド）              | UFC 178: Johnson vs. Cariaso                                                 | 2014年9月27日  |
| ○    | ブラッド・タヴァレス     | 5分3R終了 判定3-0                    | UFC on FOX 11: Werdum vs. Browne                                             | 2014年4月19日  |
| ○    | デレク・ブランソン       | 3R 3:23 TKO（グラウンドの肘打ち）    | UFC Fight Night: Rockhold vs. Philippou                                      | 2014年1月15日  |
| ○    | ホニー・マルケス         | 3R 1:39 KO（左ストレート→パウンド）  | UFC: Fight for the Troops 3                                                  | 2013年11月6日  |
| ○    | クリフォード・スタークス | 1R 1:32 KO（跳び膝蹴り→パウンド）    | UFC on FOX 7: Henderson vs. Melendez                                         | 2013年4月20日  |
| ×    | ハファエル・カバウカンチ | 2R 4:51 KO（膝蹴り→パウンド）        | Strikeforce: Barnett vs. Kharitonov                                          | 2011年9月10日  |
| ○    | ラズロ・エック           | 1R 0:33 KO（パンチ）                 | Fight of the Night 2011                                                      | 2011年5月27日  |
| ○    | ニキータ・ペトロフ       | 1R 2:58 TKO（棄権）                  | SFC 4: MMA Fight Night                                                       | 2011年3月5日   |
| ○    | ミハウ・フィヤウカ       | 3R 4:05 TKO（棄権）                  | IFF: The Eternal Struggle                                                    | 2010年10月8日  |
| ○    | サシャ・ウェインポルター | 1R 0:48 TKO（パンチ連打）            | Fight of the Night 2009                                                      | 2009年12月20日 |

## 獲得タイトル
- レスリングワールドカップ 男子フリースタイル85kg級 優勝（1998年）
- レスリング世界選手権 男子フリースタイル85kg級 優勝（1999年）
- レスリングワールドカップ 男子フリースタイル85kg級 優勝（2000年）
- 2000年シドニーオリンピック レスリング 男子フリースタイル85kg級 準優勝（2000年）
- パンアメリカン競技大会 レスリング 男子フリースタイル84kg級 優勝（2003年）
- レスリングワールドカップ 男子フリースタイル84kg級 優勝（2005年）

## 表彰
- UFC ファイト・オブ・ザ・ナイト（5回）
- UFC ノックアウト・オブ・ザ・ナイト（1回）
- UFC パフォーマンス・オブ・ザ・ナイト（2回）

## ペイ・パー・ビュー販売件数
| 開催年月日    | イベント                                           | 販売件数 | 備考 |
| ------------- | -------------------------------------------------- | -------- | ---- |
| 2017年7月8日  | UFC 213: ヨエル・ロメロ vs. ロバート・ウィテカー   | 13万件   |      |
| 2018年2月10日 | UFC 221: ヨエル・ロメロ vs. ルーク・ロックホールド | 13万件   |      |
| 2018年6月9日  | UFC 225: ロバート・ウィテカー vs. ヨエル・ロメロ 2 | 25万件   |      |